# Karlskoga station
Karlskoga station var en järnvägsstation på Centrumleden i centrala Karlskoga vid Karlskoga busstation, utmed bansträckningen Nora–Karlskoga Järnväg.
Stationen, som ursprungligen hette Bregårdstorp, fick sitt namn efter att "Carlskoga station" i samhället Strömtorp bytte namn till Strömtorps station den 1 oktober 1900.
Karlskoga station uppfördes 1900 till 1901.
Stationsbyggnaden revs 1977.